# Phryxe operata
Phryxe operata là một loài ruồi trong họ Tachinidae.